# Cardigan Island
Cardigan Island (walisisch Ynys Aberteifi) ist eine kleine, unbewohnte Insel nördlich von Cardigan, in Ceredigion, Südwest-Wales. Die Felsen der Insel steigen bis auf 52 m (171 ft) über dem Meer an. Die Insel hat eine Fläche von 38 acres (15,38 ha).

## Geographie
Die Insel liegt im Ausgangsbereich des Ästuars des River Teifi im Süden der Cardigan Bay. Von der Landspitze von Gwbert trennen die Insel nur wenige Meter. Sie hat grob halbmondform mit den Spitzen nach Südwesten und Nordosten. Sie gehört dem Wildlife Trust of South and West Wales.

## Natur
An der Insel lebt eine Kolonie Kegelrobben. Ursprünglich nisteten auch Papageitaucher (Welsh parrots) und Atlantiksturmtaucher auf der Insel. Noch 1924 schätzte der Schriftsteller Ronald Lockley die Kolonie auf 25 bis 30 Paare. 1934 jedoch verunglückte das Linienschiff Herefordshire an der Insel und Ratten kamen an Land. Sie fraßen die Eier und Nestlinge und im Verlauf einiger Jahre löschten sie die Vogelpopulation aus.
Heute dient die Insel noch als Nistplatz für Alke (guillemots), Tordalke (razorbills), Kormorane, Krähenscharben (shags), Eissturmvögel (fulmars) und verschiedene Möwenarten. Häufig kommen auch Tümmler (bottlenose dolphin) und Robben in die umliegenden Gewässer.